# Цаловане
Цаловане (пол. Całowanie) — село в Польщі, у гміні Карчев Отвоцького повіту Мазовецького воєводства.
Населення — 639 осіб (2011).
У 1975-1998 роках село належало до Варшавського воєводства.

## Демографія
Демографічна структура станом на 31 березня 2011 року:
|          | Загалом | Допрацездатний вік | Працездатний вік | Постпрацездатний вік |
| -------- | ------- | ------------------ | ---------------- | -------------------- |
| Чоловіки | 301     | 60                 | 209              | 32                   |
| Жінки    | 338     | 87                 | 183              | 68                   |
| Разом    | 639     | 147                | 392              | 100                  |